# NGC 2840
NGC 2840 је спирална галаксија у сазвежђу Рис која се налази на NGC листи објеката дубоког неба.
Деклинација објекта је + 35° 22' 6" а ректасцензија 9h 20m 52,7s. Привидна величина (магнитуда) објекта NGC 2840 износи 13,8 а фотографска магнитуда 14,6. NGC 2840 је још познат и под ознакама UGC 4960, MCG 6-21-25, CGCG 181-32, IRAS 09178+3534, PGC 26445.